# Frans Schellens
Franciscus (Frans) Schellens (Morkhoven, 16 april 1936 – Wiekevorst, 6 februari 2025) was een Belgisch voetballer.

## Carrière

### Jeugd
Schellens werd geboren en groeide op in Morkhoven, een dorp bij Herentals. Het was via een oom, die Berchemsupporter was, dat Schellens als voetballer op het Rooi belandde. Vanaf zijn twaalfde nam die oom hem geregeld mee naar voetbalwedstrijden. Dit was tijdens de Berchemse gloriejaren 1948-1950. De vedetten heetten toen Aernaudts, De Hert, Dries en Mersie en maakten zo’n indruk op Frans dat hij op 12 januari 1950 zich ook bij de club aansloot. Toen Schellens nog te jong was om met de auto te rijden, moest hij per fiets en per trein vanuit Morkhoven op de club zien te geraken.

### Spelerscarrière
Schellens begon zijn carrière op zestienjarige leeftijd bij Berchem Sport. De Kempenaar speelde aanvankelijk als spits. Later in zijn carrière werd hij middenvelder om te eindigen als verdediger. Op 1 februari 1953 mocht Schellens, toen 16 jaar 9 maanden en 16 dagen oud, debuteren in de eerste ploeg van Berchem Sport. De spits scoorde bij zijn eerste optreden meteen twee keer en had zo een belangrijk aandeel in Berchems zege op het veld van KV Mechelen. Schellens speelde zich zo in de eerste ploeg.
Gedurende 20 seizoenen kwam Schellens liefst 521 keer in actie voor Berchem: een clubrecord. Gezien zijn trouw aan de geel-zwarte clubkleuren van Berchem wordt Schellens op het Rooi aanzien als een clubicoon. In de herfst van zijn carrière volgden na Berchem Sport nog twee seizoenen Olse Merksem, met een kampioenstitel in derde afdeling, en drie jaar als speler-trainer bij K. Ramsel FC.

### Coachingscarrière
Bij Ramsel ontdekte hij Erwin Vandenbergh. "Ik ben de jonge Vandenbergh nog op het Rooi gaan aanbieden, maar Berchem had geen interesse", zei Frans Schellens daar later over. Als trainer van KFC Nijlen en KSK Heist won Schellens in veertien jaar tijd zeven prijzen in de nationale reeksen.

## Erelijst

### Als speler
- Kampioen tweede klasse: 1962, 1972
- Kampioen derde klasse: 1973

### Als coach
- Kampioen vierde klasse: 1987

- Kampioen eerste provinciale: 1985